# Agave cocui
Agave cocui ist eine Pflanzenart aus der Gattung der Agaven (Agave).

## Beschreibung

### Vegetative Merkmale
Agave cocui wächst mit einzelnen Rosetten. Ihre anfangs glauken, breit lanzettlichen, rinnigen, tief und manchmal bogig konkaven Laubblätter werden bald grün und glänzend. Sie sind scharf zugespitzt oder etwas zugespitzt zulaufend. Die Blattspreite ist 100 bis 120 Zentimeter (selten 80 bis 140 Zentimeter) lang und etwa 30 Zentimeter breit. Der Blattrand ist konkav. An ihm befinden sich rötlich kastanienbraune, 2,5 bis 6 Millimeter lange Randzähne, die in der Regel 1 bis 2 Zentimeter voneinander entfernt stehen. Die Randzähne sind in der Nähe der Blattspitze meist aufwärts gebogen und zur Blattbasis hin abwärts gebogen. Sie sind spitz zulaufend dreieckig oder entspringen aus einer halbmondförmigen Basis auf grünen oder mit der Zeit verhärtenden Vorsprüngen. Der rotbraune, glatte, konisch dreikantige Enddorn ist unterhalb seiner Mitte seicht gefurcht und besitzt zur Basis hin einwärts gerichtete Ränder. Er ist 12 bis 20 Millimeter (selten 10 bis 30 Millimeter) lang. Der herablaufende Enddorn ist auf der Rückseite in das grüne Blattgewebe eingesenkt.

### Blütenstände und Blüten
Der schmal längliche, „rispige“ Blütenstand erreicht eine Länge von 5 bis 10 Meter. Seine Teilblütenstände befinden sich auf fast horizontalen Ästen. Die Blüten sind 40 bis 65 Millimeter lang, ihre Perigonblätter sind gelb. Ihre Zipfel sind etwa 18 bis 25 Millimeter lang. Die offen konische Blütenröhre weist eine Länge von 3 bis  7 Millimeter auf. Der Fruchtknoten ist 25 bis 40 Millimeter lang.

### Früchte
Die länglichen Früchte sind 4 bis 5 Zentimeter lang und 1,7 bis 2,5 Zentimeter breit. Sie sind ein wenig gestielt oder geschnäbelt.

## Systematik und Verbreitung
Agave cocui ist in Venezuela und Kolumbien vor allem in küstennahen Gebieten verbreitet. Sie wächst ebenfalls auf den zu den Inseln unter dem Winde gehörenden Inseln Aruba, Bonaire, Curaçao und Margarita, wo sie aber möglicherweise nur eingeführt wurde.
Die Erstbeschreibung durch William Trelease wurde 1913 veröffentlicht.

## Nachweise